# Rutan Voyager
Die Voyager (Kennzeichen N269VA) ist ein von Burt Rutan entwickeltes Rekordflugzeug, das auf extreme Reichweite ausgelegt ist. Mit ihm gelang die erste Weltumrundung in der Luft ohne Nachtanken. Das Flugzeug wurde in Mojave, Kalifornien innerhalb von fünf Jahren gebaut. Der Erstflug fand am 22. Juni 1984 statt. Die Maschine ist heute im National Air and Space Museum in Washington, D.C. ausgestellt.
Das Modell hängt derzeit in der Abflughalle des internationalen Flughafens von Seattle.

## Aufbau
Der zweimotorige Mitteldecker in Canard-Auslegung ist für zwei Piloten ausgelegt, die sich während des Fluges abwechseln können. Zu Beginn des Fluges arbeiteten beide Triebwerke. Mit Abnahme der Kraftstoffmenge und damit des Flugzeuggewichtes war dann vorgesehen, den vorderen Motor abzustellen.
Das Flugzeug besteht hauptsächlich aus CFK mit einem Kern aus Hexcel HexWeb Honeycomb, einer Sandwichstruktur mit Wabenkern. Mit dieser Bauweise wurde fast jedes Teil des Flugzeugs als Treibstofftank ausgebildet. Das Fahrwerk verfügt aus Gewichtsgründen lediglich über eine manuelle Betätigung. Zur Navigation war das Flugzeug mit einem Omega-Navigationsgerät sowie einem Global-Positioning-System-Empfänger ausgestattet. Dieser konnte jedoch aufgrund noch nicht gestarteter Satelliten nur ca. vier Stunden am Tage benutzt werden. Zusätzlich war ein Wetterradar in der Nase des rechten Auslegers installiert.

## Rekordflug
Der Bruder des Konstrukteurs, Dick Rutan, und Jeana Yeager starteten am 14. Dezember 1986 um 08:01 Ortszeit von der Edwards Air Force Base mit diesem Flugzeug zur ersten Nonstop-Weltumrundung ohne Auftanken und Zwischenlanden. Sie flogen in neun Tagen, drei Minuten und 44 Sekunden eine Strecke von 42.120 Kilometern, wobei die FAI nur 40.212 Kilometer der Strecke anerkannte. Zum Ende des Rekordflugs verblieben noch lediglich 32 l Treibstoff im Haupttank.

### Probleme bei der Weltumrundung
Durch Fehler (zu niedrig eingestelltes Bugfahrwerk, zu stark aufgepumptes Hauptfahrwerk) wurden die Tragflächenenden beim Start zur Weltumrundung auf die Startbahn gedrückt und beschädigt. Die ebenfalls beschädigten Winglets wurden noch in den ersten Stunden des Rekordfluges kontrolliert durch einen Sideslip abgeschert. Durch die große Streckung der Tragflächen hatte dies zwar keine kritische Verkürzung der Reichweite zur Folge, führte jedoch zu Treibstoffverlust. Zudem kam es zu einigen Zwischenfällen, z. B. defekte Kurskreisel, Schaumbildung im – damals noch neuen – überhitzten Synthetiköl. Das gerade laufende Triebwerk blieb aufgrund eines nicht erkannten leeren Tanks beim Umpumpen des Treibstoffes in den Haupttank stehen. Während des Fluges musste dann auch eine Treibstoffpumpe getauscht werden.

## Technische Daten
| Kenngröße               | Daten                                                                                   |
| ----------------------- | --------------------------------------------------------------------------------------- |
| Besatzung               | 2                                                                                       |
| Länge                   | 8,9 m                                                                                   |
| Spannweite mit Winglets | 33,8 m                                                                                  |
| Höhe                    | 3,1 m                                                                                   |
| Leermasse               | 1020 kg                                                                                 |
| max. Startmasse         | 4400 kg                                                                                 |
| max. Treibstoffmasse    | 3180 kg verteilt auf 17 Treibstofftanks                                                 |
| Höchstgeschwindigkeit   | 240 km/h                                                                                |
| Reisegeschwindigkeit    | 185 km/h                                                                                |
| maximale Flughöhe       | 6250 m                                                                                  |
| Reichweite              | 42.212 km                                                                               |
| Triebwerke              | - vorn: Continental O-240; 97 kW (132 PS) - hinten: Continental IOL-200; 82 kW (111 PS) |

Quelle siehe .